# Velký Špalíček
Velký Špalíček je nákupní a zábavní centrum v Brně, nachází se v městské části Brno-střed, v katastrálním území Město Brno. Místo, kde stojí budova Velkého Špalíčku, bylo součástí středověké zástavby města Brna, v roce 1944 bylo vybombardováno a stavby zbořeny, nová výstavba začala až v letech 1996 až 1998. Centrum bylo otevřeno 1. září 2001. Toto centrum bylo navrženo firmou Imag Architects.

## Vlastnictví
Investorem stavby byla společnost Intercom s mezinárodním kapitálem, náklady na výstavbu dosáhly miliardy korun. V listopadu 2020 odkoupilo centrum od společnosti Generali Immobilien Brněnské biskupství.

## Popis stavby a její hodnocení
V době otevření centra investor uváděl jeho celkovou plochu 15 675 m2.
Pasáž Velkého Špalíčku propojuje Šilingrovo náměstí, Panskou, Dominikánskou, Mečovou a Starobrněnskou ulici.
Stavba byla v době svého vzniku přijímána kontroverzně, kritika mířila jednak na stržení stávajících budov, jednak na architektonické kvality novostavby. Při slavnostním otevření za účasti primátora Petra Duchoně se konala demonstrace. Stavbu kritizoval mimo jiné hlavní architekt města Brna Jaroslav Josífek. Národní památkový ústav (NPÚ) s ní nesouhlasil, a když ji město Brno prosadilo, odvolal se k ministerstvu kultury, jeho rozhodnutí však přišlo až po zbourání původních budov. V roce 2011 památkáři Národního památkového ústavu označili Velký Špalíček za nevratnou ztrátu v rámci hodnocení změn ve městě Brně za posledních 20 letech, kritizovali též jeho okolí – domy Starobrněnská č. 2 a Dominikánská č. 3 a 5 – jako stavby na první pohled působící historicky, avšak falešné.

## Obchodní centrum
V centru se nachází několik obchodů, mimo jiné i firma C&A, která stála u zrodu celého projektu.

### Seznam obchodů

#### Přízemí
- Domestav
- Nico
- Indigo Jeans
- Klenoty Aurum
- Tesco expres
- Schiesser
- KCS obuv
- Vagabond
- Marionnaud
- Telefonica O2
- Batavia
- Toscatour
- Vinotéka
- Pizza Coloseum
- Cukrárna

#### 1. patro
- Sagafredo Café
- Rebio restaurace
- Autíčkárna
- Wok Food
- Mondé Exclusive
- Cyber Café
- C&A
- Těhotenská móda - Tverex
- Skatebox

#### 2. patro
- Cinema City Velký Špalíček

## Zábavní a kulturní centrum

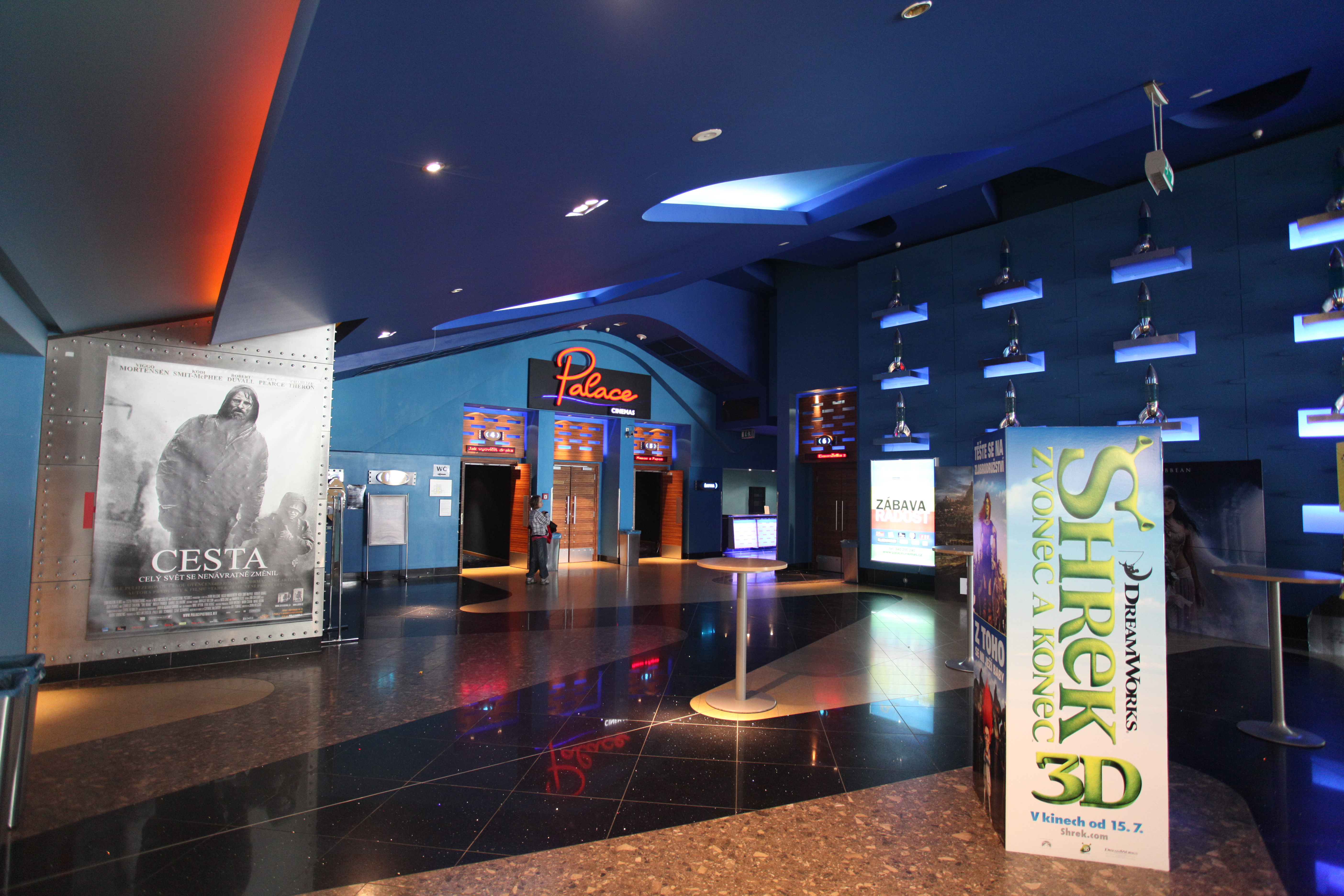
Interiér multikina Velký Špalíček

Ve Velkém Špalíčku se nachází několik restaurací a kaváren, konají se zde módní přehlídky a výstavy.
Součástí centra je i multikino Cinema City. Jedná se o první multikino na území statutárního města Brna a zároveň technicky nejvyspělejší kino na území Brna. Do doby otevření multikina Velký Špalíček měli obyvatelé Brna k dispozici multikino v obchodním a zábavním centrum Olympia Brno v sousedním městě Modřice. Multikino bylo otevřeno spolu s obchodním centrem 1. září 2001 a původně patřilo společnosti Ster Century, která je roku 2002 odprodala společnosti Palace Cinemas. Její kina v Česku, Maďarsku a na Slovensku byla v roce 2011 odkoupena společností Cinema City. Multikino, vybavené zvukovými systémy Dolby Stereo SR, Dolby Digital a DTS, má 7 plně klimatizovaných kinosálů o celkové kapacitě 1 413 sedadel. Otevření multikina vedlo k zániku řady brněnských kin. V centru se několikrát konala přehlídka Noc reklamožroutů.